# Bordj Ghédir
Bordj Ghédir (em árabe: برج غدير) é uma cidade e comuna localizada na província de Bordj Bou Arreridj, Argélia. Segundo o censo de 2008, a população total da cidade era de 20 442 habitantes.